# Aurèle Vandendriessche

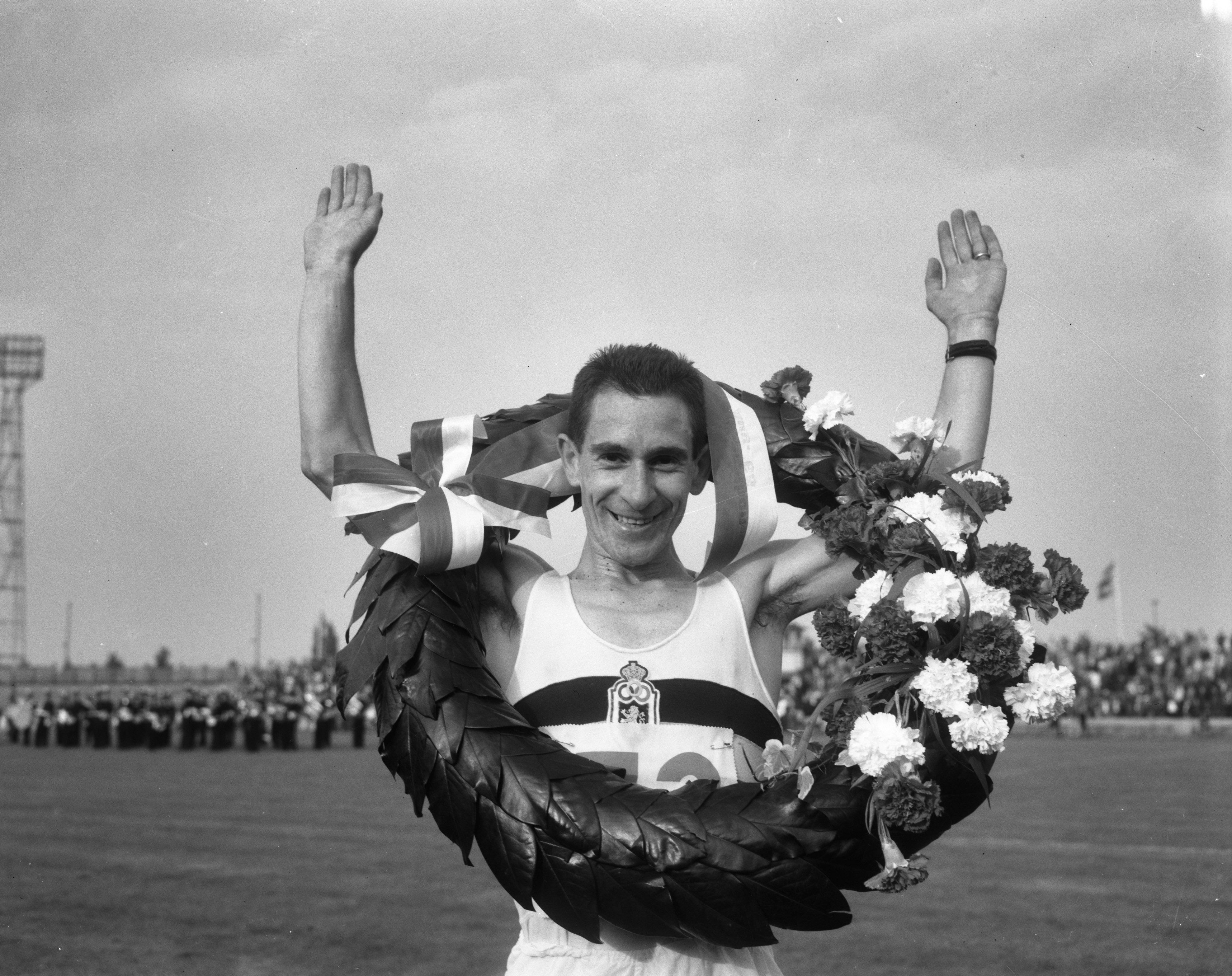
Aurèle Vandendriessche (1963)

Aurèle Vandendriessche (* 4. Juli 1932 in Anzegem; † 17. Oktober 2023 in Waregem) war ein belgischer Langstreckenläufer, der sich auf den Marathon spezialisiert hatte.
Von 1956 bis 1964 wurde er neunmal in Folge nationaler Meister im Marathon bzw. im 30-km-Straßenlauf. 1961 wurde er außerdem belgischer Meister über 10.000 Meter.
1956 kam er bei den Olympischen Spielen in Melbourne auf den 24. Platz. Zwei Jahre später wurde er bei den Europameisterschaften 1958 in Stockholm Elfter. 1960 gab er bei den Olympischen Spielen in Rom auf.
1962 siegte er beim Paderborner Osterlauf über 25 km und gewann Silber bei den Europameisterschaften in Belgrad. Am 3. Oktober stellte er in Waregem mit 1:34:41,2 h einen Weltrekord im 30.000-Meter-Bahnlauf auf. Im Jahr darauf siegte er beim Boston-Marathon und wurde Dritter beim Asahi-Marathon.
1964 verteidigte er seinen Titel in Boston und wurde Siebter bei den Olympischen Spielen in Tokio. In der darauffolgenden Saison wurde er mit seiner persönlichen Bestzeit von 2:17:44 h Vierter in Boston und gewann den Enschede-Marathon und den Košice-Marathon. Bei den Europameisterschaften in Budapest holte er erneut Silber.
1965 und 1966 siegte er bei der Route du Vin.